# Стејси Кич
Волтер Стејси Кич млађи (енгл. Walter Stacy Keach Jr.; рођен 2. јун 1941. Савана, Џорџија), амерички је позоришни, филмски, и ТВ глумац и наратор. Славу је стекао улогама у филмовима Нови центуриони (1972), Плаво и сиво (1982), као и улогом приватног детектива Мајка Хамера у истоименој ТВ серији по делима Микија Спилејна.
Глумио је у култним филмовима комичког дуа Чич Марина и Томија Чонга У диму (1978) и Лепи снови (1981), као наредник Стеденко, полицајац који јури несрећне дилере дроге. Играо је улогу Камерона Александра у филму Америчка историја икс (1998). Појавио се и у Двобој до истребљења (1977), Девета конфигурација (1980), Јахачи на дуге стазе (1980), Игре на путу (1981), Бекство из Лос Анђелеса (1996), Борново наслеђе (2012), Небраска (2013). Добитник је Златног глобуса.
Често активно ради као наратор. Његов глас се може чути у многим научно популарним филмовима приказаним на каналу Дискавери.
Године 2019. добио је звезду на холивудском Булевару славних.